# Triphosa confusaria
Triphosa confusaria là một loài bướm đêm trong họ Geometridae.